# Neolampedusa obliquator
Neolampedusa obliquator är en skalbaggsart som först beskrevs av Fabricius 1801.  Neolampedusa obliquator ingår i släktet Neolampedusa och familjen långhorningar. Inga underarter finns listade i Catalogue of Life.